# Gerhard Sturmberger
Gerhard Sturmberger (ur. 1 maja 1940 w Klagenfurcie, zm. 13 stycznia 1990 tamże) – piłkarz austriacki grający na pozycji obrońcy. W swojej karierze rozegrał 43 mecze w reprezentacji Austrii.

## Kariera klubowa
Swoją karierę piłkarską Sturmberger rozpoczął w klubie LASK Linz. W 1959 roku awansował do kadry pierwszej drużyny. W sezonie 1959/1960 zadebiutował w barwach LASK w rozgrywkach austriackiej Bundesligi i w debiutanckim sezonie stał się podstawowym zawodnikiem tego zespołu. W sezonie 1964/1965 wywalczył pierwsze w historii klubu mistrzostwo Austrii. Oprócz tego sukcesu zdobył również Puchar Austrii. W zespole z Linzu grał do końca sezonu 1972/1973. W barwach LASK rozegrał 333 mecze i strzelił w nich 20 bramek.
W 1973 roku Sturmberger odszedł z LASK do Rapidu Wiedeń. W sezonie 1975/1976 zdobył z Rapidem Puchar Austrii. Po tamtym sezonie zakończył karierę piłkarską. W Rapidzie wystąpił 63 razy.
| Sezon   | Klub         | Kraj    | Rozgrywki  | Mecze | Bramki |
| ------- | ------------ | ------- | ---------- | ----- | ------ |
| 1959/60 | LASK Linz    | Austria | Bundesliga | 26    | 0      |
| 1960/61 | LASK Linz    | Austria | Bundesliga | 22    | 1      |
| 1961/62 | LASK Linz    | Austria | Bundesliga | 24    | 1      |
| 1962/63 | LASK Linz    | Austria | Bundesliga | 22    | 3      |
| 1963/64 | LASK Linz    | Austria | Bundesliga | 23    | 0      |
| 1964/65 | LASK Linz    | Austria | Bundesliga | 26    | 3      |
| 1965/66 | LASK Linz    | Austria | Bundesliga | 20    | 2      |
| 1966/67 | LASK Linz    | Austria | Bundesliga | 22    | 5      |
| 1967/68 | LASK Linz    | Austria | Bundesliga | 24    | 1      |
| 1968/69 | LASK Linz    | Austria | Bundesliga | 27    | 1      |
| 1969/70 | LASK Linz    | Austria | Bundesliga | 23    | 1      |
| 1970/71 | LASK Linz    | Austria | Bundesliga | 28    | 1      |
| 1971/72 | LASK Linz    | Austria | Bundesliga | 25    | 1      |
| 1972/73 | LASK Linz    | Austria | Bundesliga | 21    | 0      |
| 1973/74 | Rapid Wiedeń | Austria | Bundesliga | 32    | 0      |
| 1974/75 | Rapid Wiedeń | Austria | Bundesliga | 20    | 0      |
| 1975/76 | Rapid Wiedeń | Austria | Bundesliga | 11    | 0      |

## Kariera reprezentacyjna
W reprezentacji Austrii Sturmberger zadebiutował 24 marca 1965 w wygranym 2:1 towarzyskim meczu z Francją, rozegranym w Paryżu. W swojej karierze grał m.in. w eliminacjach do MŚ 1966, do Euro 68, do MŚ 1970, do Euro 72 oraz do MŚ 1974. Od 1965 do 1973 roku rozegrał w kadrze narodowej 43 mecze.